# Wave of Mutilation: Best of Pixies
Albums de Pixies
Complete 'B' Sides
(2001) Minotaur
(2009)
Wave of Mutilation: Best of Pixies est une compilation du groupe de rock américain Pixies.

## Liste des morceaux
Toutes les chansons sont écrites par Black Francis, sauf Gigantic par Mrs. John Murphy/Black Francis, et Winterlong par Neil Young.
1. Bone Machine – 3:03
2. Nimrod's Son – 2:16
3. The Holiday Song – 2:15
4. Caribou – 3:14
5. Broken Face – 1:29
6. Gigantic (Single version) – 3:13
7. Vamos (Surfer Rosa version) – 4:18
8. Hey – 3:28
9. Monkey Gone to Heaven – 2:55
10. Debaser – 2:51
11. Gouge Away – 2:42
12. Wave of Mutilation (Doolittle version)– 2:03
13. Here Comes Your Man – 3:21
14. Tame – 1:56
15. Where Is My Mind? – 3:53
16. Into the White – 4:39
17. Velouria – 3:40
18. Allison – 1:17
19. Dig for Fire – 3:02
20. U-Mass – 3:00
21. Alec Eiffel – 2:47
22. Planet of Sound – 2:06
23. Winterlong – 3:08